# Penugonda
Penugonda är en ort i Indien.   Den ligger i distriktet West Godāvari och delstaten Andhra Pradesh, i den södra delen av landet, 1 400 km söder om huvudstaden New Delhi. Penugonda ligger 16 meter över havet och antalet invånare är 23 654.
Terrängen runt Penugonda är mycket platt. Runt Penugonda är det mycket tätbefolkat, med 1 018 invånare per kvadratkilometer. Närmaste större samhälle är Tanuku, 13,1 km nordväst om Penugonda. Trakten runt Penugonda består till största delen av jordbruksmark.